# Physaria arctica
Physaria arctica — вид рослин родини капустяні (Brassicaceae), поширений на півночі Північної Америки та Азії.

## Опис
Це багаторічні рослини (каудекс простий або розгалужений, дерев'янистий, ± щільно опушений). Стрижневий корінь короткий. Стебла прості або ростуть по кілька від основи, від піднятих до розлогих чи розпростертих, 0.5–2(-3) дм. Базальне листя: пластини від зворотнояйцеподібних до ланцетних (тонших на основі), (1)2–6(15) см, поля цілі. Стеблове листя (сидяче або коротко черешкове): пластини ланцетні (тонших на основі) чи язикоподібні, 0.5–1.5(3) см, поля цілі.
Одна китиця містить 3–8 радіально симетричних квітів. Квіти: чашолистки від яйцеподібних до еліптичних, (3)4–5(6) мм; пелюстки мають широкий, закруглений кінець, 5–6(7) мм. Плодоніжка від піднятої до розгалуженої, (5)10–20(40) мм. Плоди від субкулястих до еліпсоїдних, не стиснуті, 4–6(-9) мм. 2n=60(12x).

## Поширення
Північна Америка: Ґренландія, Канада, Аляска — США; Азія: Сибір, Далекий Схід.
Населяє населяє пісок та гравій з вапняної скельної основи, річкові тераси, скельні виступи, схили, часто зростає після порушення; 0–1800 м.